# Yennayer
Yennayer (también llamado Nnayer, Yennar en el Aurés) es la celebración del año nuevo bereber o amazigh, primer día del año del calendario agrario utilizado desde la antigüedad por los imazighen de África del Norte. Se festeja entre el 12 y el 14 de enero de cada año y corresponde al primer día de enero del calendario juliano. La celebración es reivindicada por la población amazigh, que reclama recuperar esta fiesta tradicional amenazada de desaparición.
En 2017, en Argelia, las autoridades se negaron a incluir el 12 de enero en el listado de fiestas legales del país a pesar de la petición del Alto Comisariado de la Amaziguidad para que se reconociera como fiesta oficial en el país, donde hay una importante presencia amazigh. Esta reivindicación data de 1999. El 27 de diciembre de 2017, el presidente de Argelia, Abdelaziz Bouteflika, decidió reconocer el Yennayer como día festivo remunerado que se celebra el 12 de enero de cada año. Se celebró por primera vez el 12 de enero de 2018.Este avance en el reconocimiento del pueblo amazigh llega después del reconocimiento del alfabeto Tifinagh y de la lengua amazigh como oficiales en la Constitución Argelina de 2016.
En Marruecos, el rey Mohammed VI declaró el Año Nuevo Amazigh como un día festivo oficial remunerado el 3 de mayo de 2023.
En enero de 2025, el nuevo año del calendario amazigh celebró la llegada del año 2975. Entre el 13 y el 17 de enero de 2015, la Consejería de Educación de la Embajada de España en Marruecos, con la colaboración del Instituto Real de la Cultura Amazigh (IRCAM) ha organizado la Semana Cultural Amazigh.El viernes 10 de enero, tuvo lugar un acto de celebración en la Embajada de España en Marruecos en el que el embajador, Enrique Ojeda Vila, destacó “la importancia de la historia amazigh en la construcción de la identidad marroquí”, así como el “patrimonio común” entre Marruecos y España,  elemento que “fortalece aún más” las relaciones hispano-marroquíes. Por su parte, el decano del Real Instituto de la Cultura Amazigh, Ahmed Boukouss, expresó su “admiración” por el nivel de concienciación sobre la causa amazigh entre los estudiantes y profesores de escuelas españolas.
En Melilla, el miércoles 15 de enero, Fadela Mohatar, consejera de Cultura, Patrimonio Cultural y el Mayor, inauguró el mercado de productos  rifeños en la Plaza de las Cuatro Culturas.  Yennayer tiene una relevancia especial en Melilla debido a la numerosa población amazigh que forma parte de su tejido social. El mercado abrió el día 13 y se extiende hasta el 19. El viernes 17 tuvo lugar una jornada académica "El amazige en Melilla, una lengua de Europa",que ha contado con la participación del presidente de la Ciudad Autónoma, Juan José Imbroda; el director general de Patrimonio Cultural, Ignacio Ruiz; y el profesor de Estudios Amazigh en la Universidad de Cádiz, Mohand Tilmatine].
En Timimoun (Argelia), el 12 de enero de 2025 con motivo de las festividades nacionales y oficiales del Año Nuevo Amazigh tuvo lugar la quinta edición de la ceremonia de entrega del  Premio del Premio del Presidente de la República, de Literatura y Lengua Amazigh. El acto fue organizado por el Haut Commissariat à l'Amazighité (HCA), bajo el patrocinio del Presidente de la República, D. Abdelmadjid Tebboune. este premio está supervisado por un jurado independiente de once miembros, presidido por el Profesor Djamel Aissani. Este galardón tiene cuatro categorías: Investigación sobre el patrimonio cultural inmaterial amazigh, Investigación científica, tecnológica y digital, Lingüística y literatura amazigh y Traducciones tamazight. 

## Orígenes
El especialista en cultura amazigh Ammar Negadi, que creó el primer calendario amazigh en 1980, necesitaba encontrar un acontecimiento histórico incontestable como comienzo de la historia del pueblo amazigh: Este fue la coronación del rey amazigh Sheshonq I (ⵛⴻⵛⵓⵏⴽ) (conocido también como Chichnaq o Chichneq) como faraón de Egipto en 950 a. C.
Sheshonq I fundaría la dinastía XXII de Egipto, que se prolongó hasta el año 715 a. C., y además de unificar Egipto, invadió Judea. Se comenta que tomó los tesoros del jerosolimitano Templo de Salomón en 926 a. C., cuya alusión bíblica sería la primera referencia escrita de la historia amazigh: Sheshonq aparece como "Sésaq" o "Shishaq" (שִׁישַׁק) en hebreo antiguo.
Id Yennayer tiene importancia por su conexión con Amón, el dios de la fertilidad y la agricultura, así como con la diosa de la luna Tanit, asociada con la fertilidad, la creación y la destrucción.
Hay referencia muy antiguas a esta festividad en el norte de África:  Tertuliano (c. 150 - c. 230), Padre de la iglesia, que nació y murió en Cartago se opuso a las fiestas que tenían lugar cada año en Cartago para celebrar las calendas de enero: "... ¿Fue celebrando la Saturnalia y las calendas de enero como [el Apóstol] agradó a los hombres? (...) [Está] prohibido seguir supersticiones paganas...''. Un siglo y medio más tarde, fue San Agustín de Hipona (354-430) quien criticó a Ianiarius en su célebre De Civitate Dei contra paganos (La ciudad de Dios contra los paganos).
La tradición por la que la festividad se ha celebrado históricamente entre el 12 y el 14 de enero todavía se refleja en el proceder actual: Argelia lo festeja mayoritariamente el día 12, los amazighes de Marruecos al día 13, y en el Aurès cae en 14 de enero.

## Etimología
Yennayer proviene del nombre latino del mes de "enero", ianuarius o januarius, nombrado así en honor de Jano, dios romano de las puertas, de las aperturas y de las elecciones. El vocablo yennayer se relaciona así con el término latino enneyer (enero). Es el más utilizado en el universo cultural amazigh, aunque en Cabilia se tiene tendencia a emplear a veces «ixf u segwas» ("el comienzo del año") o «tabburt u segwas». Los At Waziten (los imazighen de Libia) prefieren «anezwar n u segwas» ("introducción del año"), el mes que marca el inicio del solsticio de invierno, cuando el sol inicia su remontada y los días, todavía muy fríos, se alargan e instauran la esperanza de un mejor año.
Muchos discuten que “yennayer” viene del amazigh “yen” (uno) y “ayer” (mes), que significaría “primero del mes”; sin embargo, no tiene una base científica que lo respalde.

## La fiesta y la tradición
Yennayer es una fiesta muy difundida en las regiones de Argelia, donde está considerada como una celebración nacional. La fiesta se celebra también entre las demás comunidades norteafricanas, como en Marruecos. Además, es también una festividad importante para la diáspora amazigh.
El profesor e investigador del departamento de lengua y cultura amazigh de Tizi-Ouzou, Karim Salhi, explica así el significado de Yennayer: “Las reservas almacenadas en los ikoufan (silos), comienzan a acabarse, y el periodo de cosecha del verano queda lejos, al igual que la primavera, cuando podemos comenzar a plantar de nuevo, sembrar y cosechar alimentos como las judías. Por eso, la gente celebra Yennayer para ahuyentar a los espíritus malvados y complacer a los buenos para evitar la hambruna que amenaza siempre en esta época”.
Yennayer es una ocasión para renovar todo lo viejo, y  una oportunidad para desear felicidad y fertilidad. Los ancianos  aprovechan para practicar ciertos ritos, como salir al campo a recoger hierbas para preparar la cena, que reflejan la naturaleza agrícola de la sociedad amazigh. También piden lluvia.  Los ancianos piensan que salir al campo, disfrutar de la naturaleza y la vegetación, es una forma de dar la bienvenida a la fertilidad que esperan del Año Nuevo, que les protegerá del hambre.

### Imensi n yennayer (víspera deyennayer)
En ciertas regiones, Yennayer está precedido por imensi n yennayer, la víspera de Yennayer, en la que la gente se reúne y espera la llegada del año nuevo. Es el día 11 cuando «amghar ouchouqyaye» es expulsado por los habitantes que lo acusan de todos los daños del año pasado. Probablemente por un error de las primeras asociaciones culturales que pedían volver a esta tradicional celebración, la opinión de que la fecha tradicional es la tarde del 13 de enero está muy extendida sobre todo en Marruecos, Libia y Canarias, mientras que en Argelia es el 12 de enero. 
Durante el imensi n yennayer, se celebran reuniones en las que los ancianos "comparten anécdotas y reflexiones, guiando a la comunidad para que establezcan aspiraciones para el siguiente año, manteniendo las costumbres venerables y sintonizando con el ritmo de la naturaleza". De esta forma, los ancianos enseñan a las siguientes generaciones valores y preceptos fundamentales y ayudan a mantener, también, su herencia cultural. Además, los niños reciben regalos y los adultos usan máscaras de animales y personajes para entretener a los pequeños.

### Imensi umenzu n yennayer("la cena del primer día de enero")
La comida, preparada para la circunstancia, es bastante copiosa y diferente del menú diario. Los ritos se efectúan de un modo simbólico y están destinados a acabar con el hambre, augurar el porvenir, consagrar el cambio y acoger calurosamente a las fuerzas invisibles en las que creía la cultura amazigh. La comida en yennayer también simboliza la prosperidad y el deseo de fuerza a la comunidad para el resto del año.
Un plato común durante esta festividad es el cuscús de las siete verduras o el rfissa de pollo, elaborado con panqueques de hojaldre, lentejas y pollo. Entre los cabilios de Argelia, es tradicional comer cuscús gasa'a, compartiéndolo entre toda la familia.
En la región de Souss, el plato típico del Yennayer se llama «Ourkimn» o , unas gachas elaboradas con una variedad de alimentos ricos en almidón: maíz, cebada, trigo, lentejas, judías, etc., además de carne de cordero, especias y aceite de oliva. En su interior se esconde un hueso de dátil que traerá buena suerte a quien lo encuentre, algo a los que sucede en España con el roscón de reyes. Otro plato es «Tagoulla», que es una papilla de cebada y maíz, en la que se mezcla aceite de argán de calidad con aceite de oliva y en la que también se esconde un hueso de dátil.
En el Aurés y en Cabilia, un plato habitual en Yennayer se llama «Cherchem», se prepara a base de legumbres secas (judías, garbanzos, lentejas), carne de cordero, aceite de oliva y hierbas variadas. En esta región también se elabora un cuscús con siete legumbres secas.

## Controversias
El Yennayer ha sido a menudo acusado de ser una invención de la tradición, pues la denominación de “año nuevo amazigh” es algo reciente, y el establecimiento de este festivo en una fecha única e invariable va en contra de la realidad del calendario agrícola norteafricano. 
Algunos defienden que el origen del Año Nuevo Amazigh se encuentra en el thabbourth useggwas (“puerta del año”), que era celebrado en Argelia por los cabilios de la Cabilia del Djurjura o Alta Cabilia. Se realizaba una serie de rituales con función mágica que tenían como objetivo tranquilizar a los agricultores, preocupados por las posibles faminas. Yassine Temlali afirma que Yennayer solo tiene una relación lejana con el simbolismo original de thabbourth useggwas. 
Por otro lado, defiende que celebrarlo en una fecha fija es una tradición inventada, utilizando el término acuñado por Eric Hobsbawm y Terence Ranger, historiadores británicos: el calendario agrícola norteafricano tiene una ligera desviación del calendario solar.
El calendario juliano en el que se basa el calendario agrícola norteafricano. El año en el calendario juliano tiene una duración de 365¼ días, y se añade un día extra cada cuatro años para compensar ese tiempo extra cada año. El año en el calendario juliano es ligeramente más largo que el año en el calendario solar: tiene una desviación de 11 minutos y 14 segundos. Esta desviación se ha ido acumulando desde el siglo XVI, y la diferencia actual es de 13 días.

###### Implicación política
A la vez que declaraba Yennayer como festivo nacional, Bouteflika también instruía al gobierno que no debía “escatimar en esfuerzos para generalizar la enseñanza y el uso del Tamazight” y que debía “acelerar la preparación del borrador de ley orgánica para crear la Academia Argelina de la Lengua Amazigh”. Yassine Temlali, doctor en Historia por la Universidad de Aix-Marsella, argumenta que estas acciones por parte del gobierno reflejan una relajación coaccionada de la actitud del régimen hacia las cuestiones culturales y lingüísticas de los imazighen, a la vez que marcan la debilitación de los círculos arabistas dentro del régimen.